# Hirschberg (Siebengebirge)
Der Hirschberg ist ein 256,8 m ü. NHN hoher Berg des Siebengebirges auf dem Gebiet der Stadt Königswinter.

## Geographie
Der Berg erhebt sich als westlicher Randberg des Siebengebirges an der Ost- und Nordseite des vom Hitelbach durchflossenen Nachtigallentals. Nach Norden fällt er deutlich sanfter zum Tal des Mirbesbachs ab.

## Geschichte
Der Hirschberg wurde urkundlich erstmals am 3. März 1402 als „Heirtzeberg“ erwähnt; die Abtei Altenberg verpachtete der Abtei Heisterbach damals neben anderen Ländereien zehn Morgen Ackerland an dem Berg. Am Hirschberg wurden mehrere Steinbrüche zum Abbau des hier anstehenden Latits betrieben, die aber nur vergleichsweise kurz in Betrieb waren und daher das Erscheinungsbild des Berges nicht beeinträchtigten.
1872 erschloss der Verschönerungsverein für das Siebengebirge (VVS) die Kuppe des Hirschbergs mit einem neu angelegten Fußweg und ließ dort eine Lichtung ausschlagen. Am 17. Mai 1877 wurde auf dem Gipfel ein aus Feldbrandsteinen errichteter, knapp sieben Meter hoher Aussichtsturm eingeweiht. An der Nordwestflanke des Bergs wurde 1883/84 die Landvilla Hirschburg errichtet. 1883 entstand, ebenfalls durch den VVS, am südlichen Fuß des Hirschbergs ein Wegewärterhaus („Hirschberghaus“), das ab Sommer 1893 auch als Schankwirtschaftsbetrieb und später auch – 1925 um einen Anbau ergänzt – als kleines Hotel genutzt wurde. Der Aussichtsturm wurde vermutlich im Jahre 1902 umgebaut und dabei um einen Aufenthaltsraum für Wanderer ergänzt. Er ist heute nur noch als Ruine erhalten; das Hirschberghaus wurde am 6. Dezember 1972 durch einen Brand zerstört und im Juli 1973 abgebrochen, an seiner Stelle entstand anschließend ein Rastplatz mit einer Blockhütte.
Laut Verordnung NSG Siebengebirge ist es verboten, Flächen außerhalb der befestigten oder gekennzeichneten Straßen und Wege zu betreten. Nach dem zugehörigen Wegeplan ist damit der Gipfel des Hirschberges nicht mehr öffentlich zugänglich.

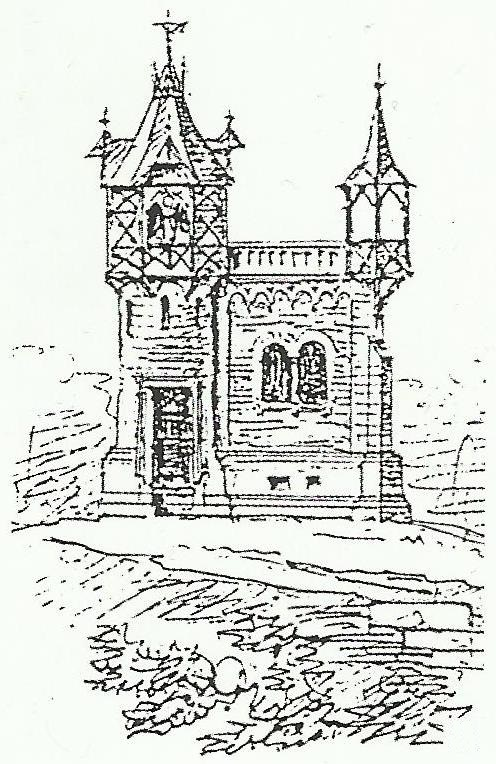
Aussichtsturm, Zeichnung von 1889